# Hu Yufei
Hu Yufei (* 9. November 1993) ist ein chinesischer Zehnkämpfer.

## Sportliche Laufbahn
Erste internationale Erfahrungen sammelte Hu Yufei bei den Asienmeisterschaften 2015 in Wuhan, bei denen er mit 7042 Punkten die Bronzemedaille hinter dem Japaner Akihiko Nakamura und seinem Landsmann Guo Qi gewann. Im Jahr darauf musste er sich bei den Hallenasienmeisterschaften in Doha mit 5745 Punkten ebenfalls nur Nakamura geschlagen geben. 2019 wurde er bei den Asienmeisterschaften in Doha mit neuer Bestleistung von 7616 Punkten Vierter.
2014 und 2015 sowie 2018 wurde Hu chinesischer Meister im Zehnkampf.

## Persönliche Bestleistungen
- Zehnkampf: 7616 Punkte: 22./23. April 2019 in Doha
  - Siebenkampf (Halle): 5745 Punkte: 20./21. Februar 2016 in Doha